# Herbert Blaize
Herbert Augustus Blaize (Beausejour, 26 de febrero de 1918 – Saint George, 19 de diciembre de 1989) fue un abogado, político y estadista granadino que ejerció la jefatura de gobierno de su país en distintos períodos entre 1960 y 1989. Fue Ministro Principal de Granada como una colonia del Imperio británico entre 1960 y 1961, siendo el primer jefe de gobierno granadino democráticamente electo. Volvió a ocupar el cargo desde 1962 hasta 1967, cuando se convirtió en premier de Granada como un "Estado Asociado" de la Mancomunidad de Naciones, pocos meses antes de perder las elecciones. Blaize se perfiló como el principal opositor al régimen de Eric Gairy entre 1967 y 1976, antes del ascenso político del líder comunista Maurice Bishop. Años más tarde, tras la invasión de Granada por parte de los Estados Unidos, resultó electo primer ministro de Granada como país independiente, cargo que ocupó hasta su muerte en 1989, meses antes de completar su mandato. Fue fundador tanto del Partido Nacional de Granada como de su sucesor, el Nuevo Partido Nacional, hasta hoy principal fuerza de centroderecha del país caribeño.
Nacido en la isla de Carriacou (la cual forma parte de Granada), Blaize estudió derecho por correspondencia y trabajó varios años en la refinería Lago Oil and Transport Company en Aruba antes de establecerse nuevamente en Granada. Fundó el Partido Nacional de Granada en 1955 para oponerse al dirigente populista Eric Gairy, del Partido Laborista Unido de Granada, estableciendo una rivalidad política que duraría veinticinco años. Blaize fue elegido miembro de la legislatura granadina en 1957, en la circunscripción que incluía a su natal Carriacou y a la isla de Pequeña Martinica. Representaría a dicho distrito en todas las posteriores legislaturas electas de Granada hasta su muerte.
Blaize asumió como Ministro Principal el 1 de enero de 1960, luego de que a Granada se le concediera un gobierno autónomo por parte del Reino Unido. Perdió el poder ante Gairy después de las elecciones de 1961, pero lo recuperó al cabo de un año tras la realización anticipada de nuevos comicios. Durante el siguiente mandato de cinco años, Blaize continuó las negociaciones para una mayor independencia de Granada y logró la conversión del territorio en un «Estado Libre Asociado» en 1967, poco antes de volver a perder las elecciones ante Gairy. Durante los siguientes nueve años, se desempeñó como líder de la Oposición en la Cámara de Representantes. De cara a las elecciones de 1976, gestionó la formación de la coalición «Alianza Popular» con el izquierdista Movimiento New Jewel de Maurice Bishop, que resultó derrotada en medio de acusaciones de fraude electoral e intimidación. Aunque Blaize fue reelecto al Parlamento, el NJM obtuvo más escaños que el GNP y Bishop le sucedió como líder de la Oposición. Permaneció como parlamentario hasta el alzamiento armado del 13 de marzo de 1979 que disolvió el legislativo, derrocó a Gairy e instaló un régimen socialista liderado por Bishop. Durante este período, Blaize permaneció en Carriacou y restringió su actividad política, aunque más tarde sostuvo una postura fuertemente opositora al gobierno posrevolucionario.
Con la invasión de Granada por parte de los Estados Unidos en 1983, Blaize retornó a la arena pública y contribuyó a fusionar el GNP con otros partidos de corte conservador para fundar el Nuevo Partido Nacional (NNP), con el que disputó las primeras elecciones libres tras la invasión, obteniendo una abrumadora victoria y asumiendo como primer ministro el 4 de diciembre de 1984. El gobierno de Blaize se encargó de encarar la reconstrucción institucional del país después de décadas de autoritarismo e inestabilidad, forjó una estrecha alianza con la administración estadounidense de Ronald Reagan y fomentó la inversión extranjera directa. Blaize se mantuvo, no obstante, como una figura política dominante y ocupó hasta ocho carteras ministeriales directamente. Sus políticas autocráticas y manejo autoritario le valieron crecientes conflictos dentro del NNP, que se profundizaron hacia el final de su mandato y resultaron en su sorpresiva expulsión del partido en julio de 1989, en una movida orquestada por Keith Mitchell (que le sucedió en el liderazgo). Blaize retuvo el poder y contribuyó a fundar una nueva fuerza, El Partido Nacional (The National Party o TNP), de la que fue elegido líder el 17 de diciembre de 1989. Sin embargo, falleció tan solo dos días más tarde, víctima de un cáncer de próstata, y dejó a su segundo al mando en el partido, Ben Jones, en el cargo.
Descrito como «un conservador clásico que no despertaba gran entusiasmo», Blaize es positivamente recordado en Granada por su papel en la recuperación de la estabilidad política y económica en el país, así como la consolidación de la democracia parlamentaria y la construcción de un liderazgo anticomunista alternativo a la figura autoritaria de Eric Gairy. Sus detractores, principalmente los de tradición izquierdista, lo consideran un elemento autoritario ligado a la oligarquía granadina, varios de sus antiguos compañeros criticaron la actitud autocrática sostenida por Blaize durante la última etapa de su mandato y otros señalaron el elevado desempleo resultante de sus políticas económicas.

## Primeros años
Herbert Augustus Blaize nació el 26 de febrero de 1918, en Beausejour, localidad situada en la isla de Carriacou, que era administrativamente parte de la colonia británica de Granada, hijo de James Blaize y Mary Cecilia Blaize. Blaize cursó sus estudios primarios y secundarios en la isla entre 1930 y 1937, en la Escuela de Gobierno de Hillsborough y en la Grenada Boy's Secondary School, donde fue un estudiante destacado y en 1937, su último año en GBSS, fue finalista en el examen para la Beca de la Isla otorgada por el Gobierno. Después de completar su educación secundaria, ingresó al servicio público por primera vez, como empleado en la Oficina de Ingresos (entidad dependiente del Departamento de Administración y Hacienda del Gobierno) en Sauteurs, en la parte norte de la isla. En 1944 emigró a Aruba, donde trabajó durante ocho años para la Largo Oil Transport Company como taquígrafo/secretario hasta que fue ascendido a jefe de sección en el servicio de oficina de esa empresa. Retornaría a Carriacou en 1952, luego de que resurgieran los efectos de una lesión en su columna sufrida durante un accidente de bicicleta en su juventud.
Blaize se casó con Venetia Ursula Davidson y tuvo tres hijas, Norma Blaize (que ejercería como cónsul general de Granada en Nueva York), Carol Jerome y Marion Fleary y tres hijos, Samuel Blaize, Marvin Blaize y Christopher Blaize. También le sobreviviría una hermana, Muriel Noel.

## Carrera política temprana
A su regreso a Granada, Blaize se instaló en Carriacou en un momento en el que el país estaba enfrentando diversos cambios políticos. El año anterior, en el marco de una serie de huelgas encabezadas por el dirigente sindical Eric Gairy y su Partido Laborista Unido de Granada, la colonia había accedido al sufragio universal para adultos y ya habían tenido lugar las primeras elecciones generales para un Consejo Legislativo con poderes limitados. Blaize se involucró en política como un encendido opositor a Gairy y decidió postularse como candidato independiente en la circunscripción que representaba a Carriacou y Pequeña Martinica. Debía competir contra el aspirante del GULP, E. L. Sylvester y otros dos candidatos independientes, F. B. Paterson y W. T. McIntosh. Aunque obtuvo una cantidad apreciable de apoyo y logró el segundo puesto en Hillsborough (donde había cursado sus estudios secundarios y de donde provinieron la gran mayoría de sus votos) y en Bogles, Blaize resultó en última instancia derrotado en su debut político y ocupó el tercer lugar en la votación general con 517 votos (un 20,05% del total), solo por encima de McIntosh y apenas por detrás de Sylvester y de Paterson, el también independiente que ganó el escaño.
Pese a su derrota, Blaize se mantuvo activo en política. Al año siguiente, participó en la fundación del Partido Nacional de Granada (GNP), liderado principalmente por él y por el Dr. John Watts. El nuevo partido era una formación conservadora, con una presencia más que nada urbana, cuyo objetivo no era otro que oponerse a los avances del GULP dirigido por Gairy a medida que el autogobierno y la descolonización de Granada parecían inevitables. El partido tendría su debut electoral en las elecciones del 24 de septiembre de 1957, cuando volvió a renovarse el Consejo Legislativo. Blaize se presentó nuevamente en la circunscripción de Carriacou y Pequeña Martinica con un panorama político mucho más favorable: en esta ocasión F. B. Paterson concurrió como candidato del GULP (en un distrito principalmente opositor a Gairy) y Blaize sería su único oponente. En el marco de un panorama político profundamente fragmentado (con el GULP sufriendo un duro revés electoral), el GNP ganó dos escaños en el Consejo, uno de ellos correspondientes a Blaize, que obtuvo una holgada victoria sobre Patterson con un 59,98% de los votos. Con la sola excepción del período del régimen socialista y la ocupación estadounidense (1979-1984), durante los cuales no hubo legislatura electa, Blaize se mantendría como miembro del Parlamento en representación de Carriacou por el resto de su vida.

## Durante la colonia y la libre asociación

### Primer período como Ministro Principal: 1960-1961

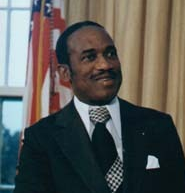
Eric Gairy, líder del GULP, fue durante mucho tiempo el principal rival político de Blaize.

El ingreso de Blaize al Consejo Legislativo coincidió con la entrada en vigor de un nuevo sistema de gobierno basado en un «comité consultivo» que daba a los nativos una mayor participación política. De este modo, Blaize fue designado miembro del Comité de Comercio y Producción. Este sistema no duró demasiado tiempo. El 21 de diciembre de 1959, se aprobaron nuevas reformas constitucionales que dieron a Granada una autonomía mucho mayor sobre sus asuntos internos, estableciendo por primera vez la figura de un gabinete local presidido por un Ministro Principal responsable ante el Consejo Legislativo, aunque el administrador británico continuaría teniendo primacía ejecutiva en varios asuntos. Las elecciones de 1957 no habían dado una mayoría efectiva a ningún partido (con dos escaños para el GULP, dos para el GNP, dos para el Movimiento Democrático Popular y dos independientes). Los dos independientes llegaron a un acuerdo para gobernar con el GNP y el partido recibió además el respaldo de los representantes del gobierno colonial, dándole a Blaize el suficiente apoyo parlamentario para asumir, el 1 de enero de 1960, como el primer jefe de gobierno democráticamente electo en la historia de Granada.
El primer gobierno electo de Granada, que duró tan solo catorce meses, se vio asediado por la inestabilidad provocada por Gairy, que se encontraba afectado por una prohibición para participar en política de cinco años por haber interrumpido un mitin de campaña opositor al GULP en 1957, y sus partidarios. Un conservador fiscal, Blaize se concentró en mantener equilibradas las finanzas de la gestión y no realizó mayores gastos. Sus detractores consideraron en su momento que su primer gobierno tuvo poca iniciativa política y no realizó mayores emprendimientos. Buscando beneficiarse de la prohibición política de Gairy, Blaize solicitó la disolución del Consejo anticipadamente, el 22 de febrero de 1961, con el objetivo de realizar elecciones el 27 de marzo, antes de que venciera la proscripción. La nueva legislatura tenía diez miembros electos y dos nominados por le régimen colonial. Con la oposición al GULP dividida entre el GNP y el PDM, Gairy gozó de una amplia ventaja y realizó una ruidosa campaña, a pesar de no poder ser candidato. El GULP obtuvo un triunfo aplastante, con el 53,35% del voto popular y 8 de los 10 escaños, garantizándose una mayoría absoluta sin tener que negociar con el gobierno británico.

### Primer período en la oposición
A pesar de la derrota, Blaize conservó su escaño en Carriacou con más del 80% de los votos y el GNP obtuvo el otro escaño, en la Ciudad de Saint George, con Edward Mitchell como candidato, por lo que se convirtió en líder de la Oposición, mientras que la jefatura del gobierno fue ejercida por George Elliot Dunbar Clyne hasta que Gairy consiguió retornar al Consejo en una elección parcial y asumir él mismo como Ministro Principal. En este período, Blaize tomó un curso de derecho por correspondencia y se convirtió en abogado. La gestión de Gairy enfrentó una oposición abierta del gobierno británico y fue objeto de denuncias y escándalos de corrupción. En junio de 1962, menos de diez meses después del ascenso de Gairy al gobierno, el administrador James Lloyd lo destituyó acusándolo de incorrección financiera, suspendió la constitución y disolvió el Consejo, convocando a elecciones anticipadas para el 13 de septiembre. Tras la disolución del PDM, el GNP se presentó en esta ocasión el único oponente del GULP. Blaize ganó su escaño en Carriacou sin oposición (hasta la fecha la única vez que este fenómeno se ha dado en Granada) y encabezó una encendida campaña a favor de la disciplina fiscal y en contra de la corrupción. Los informes sobre la corrupción en el gobierno de Gairy resultaron en una amplia publicidad negativa en contra del GULP, lo que dio al GNP un fuerte impulso electoral y terminó logrando la victoria con el 53,73% de los votos contra el 45,98% del partido de Gairy, y 6 de los 10 escaños.

### Segundo período como Ministro Principal: 1962-1967
El segundo gobierno de Blaize se concentró en la estabilización financiera y la restauración del orden en el servicio público luego del escándalo en torno a la administración de Gairy, respaldando las acusaciones de la comisión designada por el administrador británico y el "Informe Squandermania" emitido por este. Respecto a las relaciones exteriores, Blaize asumió su segundo mandato en pleno colapso de la Federación de las Indias Occidentales, un proyecto respaldado por el gobierno británico para unificar el Caribe anglófono (y del cual Blaize era partidario) en un único estado federal. A Blaize le tocó encarar las negociaciones que resultaron en una mayor independencia para Granada, y en marzo de 1967, pocos meses antes del final de su mandato, entró en vigor una nueva constitución que declaraba a Granada un «Estado Libre Asociado» con Gran Bretaña, con Blaize asumiendo como premier. Sin embargo, Blaize sostuvo vínculos muy estrechos con Eric Williams, primer ministro de Trinidad y Tobago, y anunció públicamente la búsqueda de avanzar hacia una unificación con este país en el marco de un estado unitario, lo que inflamó severamente los sentimientos nacionalistas y debilitó su popularidad con rapidez. Blaize hizo de la unificación con Trinidad y Tobago su principal plataforma electoral en su campaña de reelección, de cara a las elecciones de 1967. En su campaña electoral, Gairy explotó con éxito el localismo y el nacionalismo y obtuvo un triunfo aplastante con 7 de los 10 escaños parlamentarios y un 54,51% del voto popular contra el 45,49% del GNP.

## Carrera posterior a la independencia

### Líder de la Oposición y Alianza Popular

Distribución de escaños de la Alianza Popular para las elecciones de 1976. En verde los escaños concedidos al GNP.

El segundo período de Blaize como líder de la Oposición vio la consolidación de un régimen autoritario en Granada bajo el liderazgo de Gairy, que creó la Policía de Reserva Especial o Moongoose Gang (Pandilla de la Mangosta) en 1970 y emprendió una campaña de intimidación contra sus oponentes. Asimismo, este período vio el debilitamiento del GNP como principal oponente del GULP ante el surgimiento de liderazgos radicales y agresivos de izquierda, encabezados por figuras como Maurice Bishop, que vieron el surgimiento del Movimiento New Jewel en 1973. Las elecciones de 1972, últimas bajo el período colonial, reforzaron este debilitamiento del GNP cuando el partido obtuvo solo 2 de 15 escaños contra 13 del GULP, con un 41,2% del voto popular, si bien Blaize mantuvo su cargo y sus prerrogativas, asumiendo como primer líder de la Oposición de una Granada independiente cuando el país se convirtió en un estado soberano en febrero de 1974.
Convencido de que no se podría remover a Gairy del poder sin el respaldo del Movimiento New Jewel y a pesar de sus profundas diferencias ideológicas, Blaize llegó a un acuerdo con Bishop para fundar la Alianza Popular, una coalición entre el NJM, el GNP y el Partido del Pueblo Unido fundado por Winston Whyte, un antiguo senador por el GULP y exponente del ala liberal del oficialismo. La coalición se repartió los escaños de cara a las elecciones de 1976, con una plataforma centrada en restaurar la democracia en el país. En medio de informes de fraude electoral, intimidación a los votantes y otra serie de irregularidades cometidas por la Moongoose Gang, el GULP retuvo su mayoría con 9 de los 6 escaños. El partido más perjudicado durante la derrota fue el GNP, pues solo Blaize retuvo su escaño en Carriacou y el partido sumó solo un 14,5% de las preferencias a nivel nacional, mientras que el NJM obtuvo 4 escaños. Esto llevó a Bishop a asumir como nuevo líder de la Oposición en el Parlamento.

### Durante la Revolución y la invasión
La caída del gobierno de Gairy por medio de un alzamiento armado el 13 de marzo de 1979 y la instauración del Gobierno Popular Revolucionario bajo el liderazgo de Bishop llevaron a la disolución del Parlamento granadino y la instauración de un gobierno por decreto, por lo que Blaize se vio despojado de su cargo. Aunque opositor al régimen resultante, Blaize no realizó grandes actividades políticas durante este período, en gran medida como consecuencia de la represión, y se estableció en Carriacou. El gobierno de los Estados Unidos se comunicó con Blaize y le recomendó exiliarse, pero este rechazó la idea y se dedicó a la práctica privada de la abogacía en su ciudad natal. Justificó su decisión sobre la base de que otorgó al régimen de Bishop el beneficio de la duda, a pesar de que se oponía a sus métodos y afirmó haberse mantenido secretamente en la actividad política clandestina, para mantenerse al tanto de lo que ocurría en el país. Después del golpe de Estado de 1983 y el asesinato de Bishop, Blaize respaldó enfáticamente la invasión estadounidense de 1983, calificándola como una «misión de rescate».

### Campaña electoral de 1984
La invasión estadounidense dejó a un gobierno interino a cargo de Nicholas Brathwaite mientras se preparaba el panorama institucional para la realización de elecciones generales libres bajo la constitución de 1974. Con el movimiento político de Bishop descabezado tras su asesinato y la mayoría de sus dirigentes encarcelados, una preocupación para el gobierno de Reagan era la posibilidad de que la apatía electoral condujera a una victoria de Eric Gairy, considerado por muchos como un «aliado incómodo». Para garantizar el triunfo de un dirigente pro-Occidental con una mejor imagen, el gobierno de los Estados Unidos solicitó a Blaize que retornara a la arena política como candidato de una amplia coalición de partidos de derecha. Con este fin, Blaize unificó el GNP con el Partido Nacional Democrático y el Movimiento Democrático de Granada, estableciendo el Nuevo Partido Nacional, tan solo tres meses antes de las elecciones. Blaize basó su campaña en la unidad nacional, la recuperación económica y la instauración de una democracia liberal estable. Beneficiado por la debilidad de los partidarios de Bishop y la impopularidad de Gairy, así como por el aspecto «tranquilo y serio» de un líder poco carismático como Blaize, el NNP obtuvo un triunfo abrumador en las elecciones, ganando 14 de los 15 escaños contra uno solo del GULP (el propio Gairy resultó derrotado en su circunscripción).
Existe un alto grado de controversia sobre la influencia estadounidense en el resultado electoral. Blaize negó haber recibido ayuda alguna, aunque existieron reportes de financiación por parte de actores privados estadounidenses a la campaña del NNP, así como programas de educación política impulsados por las fuerzas de ocupación que pudieron motivar a varios electores a votar por el partido.

## Primer ministro: 1984-1989

### Política interna
Apenas asumió la jefatura de gobierno, Blaize solicitó una extensión de la presencia militar extranjera en el país antes de que Granada pudiera retomar el control sobre su seguridad interna, alegando que: «este es un país pequeño. Cualquier cosa que haga una onda en un gran estanque nos perjudicaría mucho». Al igual que durante su segundo mandato como Ministro Principal, una de las principales tareas emprendidas por Blaize fue la restauración del orden en la transparencia del servicio público. Blaize consideraba que la rendición de cuentas era esencial para el buen gobierno, por lo que exigió a todos los ministros del gobierno que siguieran su ejemplo y depositaran ante el gobernador general una lista de sus bienes. En general, se reportó una mejora en la transparencia pública durante el mandato de Blaize.

### Relaciones exteriores

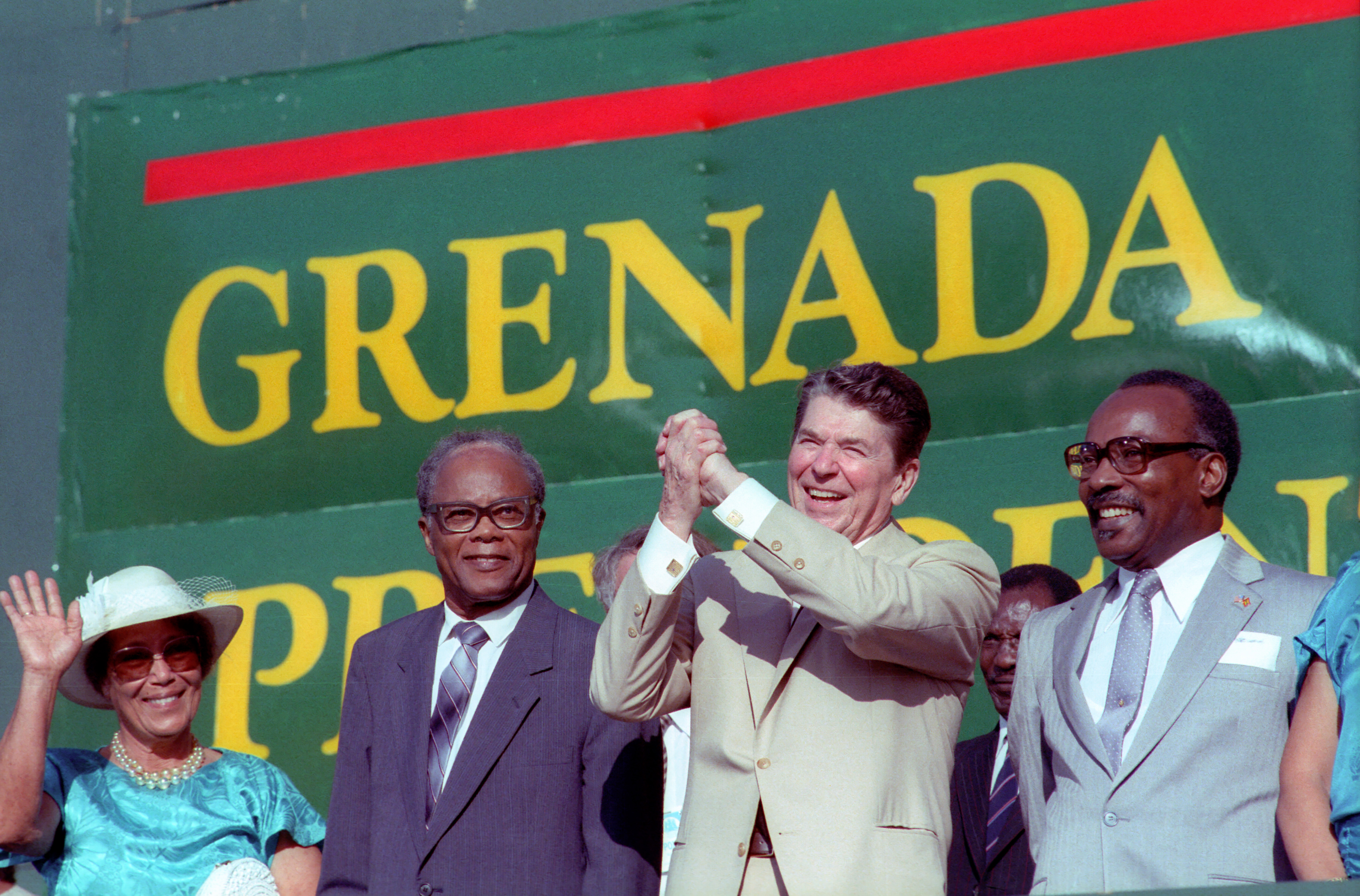
Blaize junto al presidente de los Estados Unidos, Ronald Reagan, durante la visita de este último a Granada en febrero de 1986.

El gobierno de Blaize forjó una alianza sumamente estrecha con los Estados Unidos y Gran Bretaña, y los modelos económicos, sociales y políticos impulsados en esos países por Ronald Reagan y Margaret Thatcher influenciaron enormemente el accionar de la gestión de Blaize. También mantuvo relaciones cercanas con Canadá. La administración de Blaize firmó el primero de varios acuerdos bilaterales posteriores de Granada con los Estados Unidos, el Tratado Bilateral de Inversión de Granada, el 2 de mayo de 1986, aunque este no entró en vigor hasta marzo de 1989. La influencia de los Estados Unidos en la gestión de la seguridad interna de Granada fue notoria: instructores estadounidenses participaron en el entrenamiento de la policía granadina, en gran medida depurada después de la invasión, mientras que buena parte del crecimiento económico se basó en el respaldo financiero y la inversión privada de sectores económicos estadounidenses, en particular en la entonces incipiente industria del turismo.
Un ferviente anticomunista, Blaize se distanció definitivamente del régimen encabezado por Fidel Castro en Cuba, lo que en la práctica terminó congelando varios proyectos políticos que el PRG había iniciado en colaboración con el gobierno cubano, incluyendo un exitoso programa de educación para adultos. No obstante, el Aeropuerto Internacional Point Salines, proyecto iniciado por el régimen de Bishop con apoyo cubano y considerado uno de los principales detonantes de la invasión (el gobierno de Reagan acusó al régimen del PRG de emplear el aeropuerto como una parada para el pase de aviones soviéticos a Cuba), fue completado durante el mandato de Blaize, esta vez con el respaldo estadounidense. El aeropuerto cambió su nombre a "Aeropuerto Internacional Maurice Bishop", que conserva en la actualidad, en 2009, durante el gobierno de Tillman Thomas.
Blaize visitó los Estados Unidos en junio de 1985, en el marco de una gira internacional que incluyó el Reino Unido y Canadá.

### Aspectos económicos
Blaize heredó una economía estancada, con un desempleo de 40%, una elevada deuda externa y una inflación de 6.1% respecto al año anterior. Una gran cantidad de proyectos de inversión privada se encontraban en suspenso hasta que se conocieran los resultados de las elecciones. Como un acérrimo conservador fiscal, Blaize insistió en mantener presupuestos equilibrados y se mostró reacio a endeudarse en exceso, incluso aunque esto representara una tasa de crecimiento económico más baja. Para respaldar sus políticas, creó una serie de organizaciones para ayudar con la planificación económica, lo que en cierto modo representó una reelaboración de algunas de las instituciones que se habían formado durante el período del PRG. En su campaña electoral, Blaize responsabilizó al régimen comunista de la mala gestión económica, contradiciendo las afirmaciones de que el gobierno interino instalado por la invasión estadounidense había dejado al país más empobrecido que antes, aunque algunas de sus políticas se basaron en la concreción de proyectos que el PRG había comenzado, si bien se abandonaron todos aquellos influenciados por Cuba.
En general, el accionar económico del gobierno de Blaize buscó imponer una estricta disciplina fiscal para reducir el endeudamiento. Sus políticas adhirieron al giro neoliberal impulsado por la administración estadounidense de Ronald Reagan y se basaron en el ajuste estructural. El gobierno del NNP recortó severamente el gasto en servicios sociales y redujo los salarios al tiempo que recortaba puestos de trabajo en la administración pública. No obstante, algunos de los controles de precios establecidos por el régimen del PRG se mantuvieron, incluyendo el MNIB (monopolio para la importación de arroz, leche en polvo y azúcar). Sus críticos denunciaron que la ausencia de un plan claro para el desarrollo económico Granada por parte del gobierno de Blaize no logró crear oportunidades laborales para aliviar el aumento del desempleo, que se disparó hacia el final de su mandato. No obstante, en general la economía granadina continuó creciendo respecto como lo había hecho durante el período del PRG, con un promedio de más del 6% anual entre 1984 y 1988, impulsado por el crecimiento del turismo (13%), la construcción (10%) y la manufactura (6%).

### Crisis interna
Blaize asumió el gobierno liderando el Nuevo Partido Nacional, que se formó como una inestable coalición entre el Partido Nacional de Granada, el Partido Nacional Democrático y el Movimiento Democrático de Granada, partidos de corte liberal conservador a los que el primer ministro había calificado previamente de «chiste». Aunque Blaize describió la configuración del NNP como una demostración de «prédica con el ejemplo» y un avance en la construcción de un mayor consenso político, la relación del primer ministro con las distintas facciones del gobierno se deterioró desde prácticamente el momento en que asumió como primer ministro, más que nada por el carácter autoritario de sus políticas y su negativa a delegar posiciones clave (lo que lo llevó a ocupar hasta ocho carteras ministeriales él mismo además de su posición como primer ministro). A pesar de que el NNP había ganado una mayoría de 14 de los 15 escaños en la Cámara de Representantes en las elecciones, las fricciones internas sacudieron al gobierno y fueron licuando su control parlamentario hasta extinguirlo poco antes de la muerte de Blaize.
La mala salud de Blaize, presente desde el accidente en su juventud (que afectó su movilidad) y agravada durante sus últimos años por el surgimiento de una artritis y posteriormente su diagnóstico de cáncer de próstata, influyó negativamente en la crisis interna del partido. Blaize se volvió más irascible, terco y autoritario conforme el deterioro de su salud, y en general se negó a abandonar la residencia oficial del primer ministro y gobernó desde allí a partir de la segunda mitad del año 1986. Las primeras dos renuncias en el gabinete tuvieron lugar en agosto de ese mismo año, a las que siguieron tres más en abril de 1987. En octubre, George Brizan y Francis Alexis se separaron definitivamente del NNP y fundaron el Congreso Nacional Democrático (NDC), que se convirtió en el principal partido de la oposición al llevarse consigo a 5 de los 14 parlamentarios del partido. Otros tres parlamentarios abandonaron a Blaize, descontentos con la administración del gobierno, en 1988, dejando al NNP en minoría con solo 6 de los 15 escaños. Sin embargo, Blaize conservó el poder, en gran medida debido a que no presentó ninguna ley controvertida en el Parlamento durante este período y a que sus oponentes no lograron ponerse de acuerdo para derrocarlo.
Finalmente, en enero de 1989, la crisis interna dentro del NNP mismo se agudizó y el consenso interno se movió en contra de la figura de Blaize, con una cantidad cada vez más alta de figuras de peso considerando que el primer ministro tenía que retirarse. Keith Mitchell, miembro del Parlamento por Saint George North West y Ministro de Obras Públicas y Comunicaciones, anunció su candidatura para el liderazgo del partido oponiéndose a Blaize y obtuvo una sorpresiva victoria, convirtiéndose en líder del NNP. Blaize logró aferrarse al poder como primer ministro e inició un prolongado enfrentamiento con Mitchell que resultó en el despido de este como ministro y la expulsión de Blaize del partido el 21 de julio. Blaize, sin embargo, no abandonó su cargo y, siguiendo el consejo del Gobernador General Paul Scoon, obtuvo su aprobación para suspender unilateralmente el Parlamento, dificultando la inminente moción de censura en su contra que se estaba discutiendo. La última sesión parlamentaria bajo el gobierno de Blaize tuvo lugar en diciembre para aprobar medidas financieras para pedir dinero prestado para pagar a los trabajadores en huelga recientemente. Los pocos dirigentes que todavía respondían al liderazgo de Blaize, en su mayoría remanentes del antiguo GNP, fundaron El Partido Nacional (The National Party o TNP), que celebró su primer Congreso el 17 de diciembre de 1989, eligiéndolo formalmente como líder.

### Fallecimiento
Dos días después de su elección como líder del TNP, el 19 de diciembre de 1989, Blaize falleció repentinamente a la edad de 71 años, acompañado por su esposa y sus hijos. Las fuentes sobre su fallecimiento varían sobre si se debió a consecuencias derivadas del cáncer de próstata que lo afectaba o a un derrame cerebral producto de las tensiones políticas que agravaron sus problemas de salud preexistentes. El TNP retuvo el control de la administración pública durante otros 86 días bajo el liderazgo de Ben Jones, aliado de Blaize, que se encargó de convocar a elecciones generales para marzo de 1990, en las cuales el NDC obtuvo la victoria.